# Żyrardów
Żyrardów est une ville polonaise de la voïvodie de Mazovie dans le centre-est de la Pologne. Située à environ 45 kilomètres à l'ouest de Varsovie, au bord de la rivière Pisia, elle est le siège administratif de la powiat de Żyrardów.
La ville couvre une surface de 14,35 km2 et compte 41 143 habitants en 2009.

## Histoire

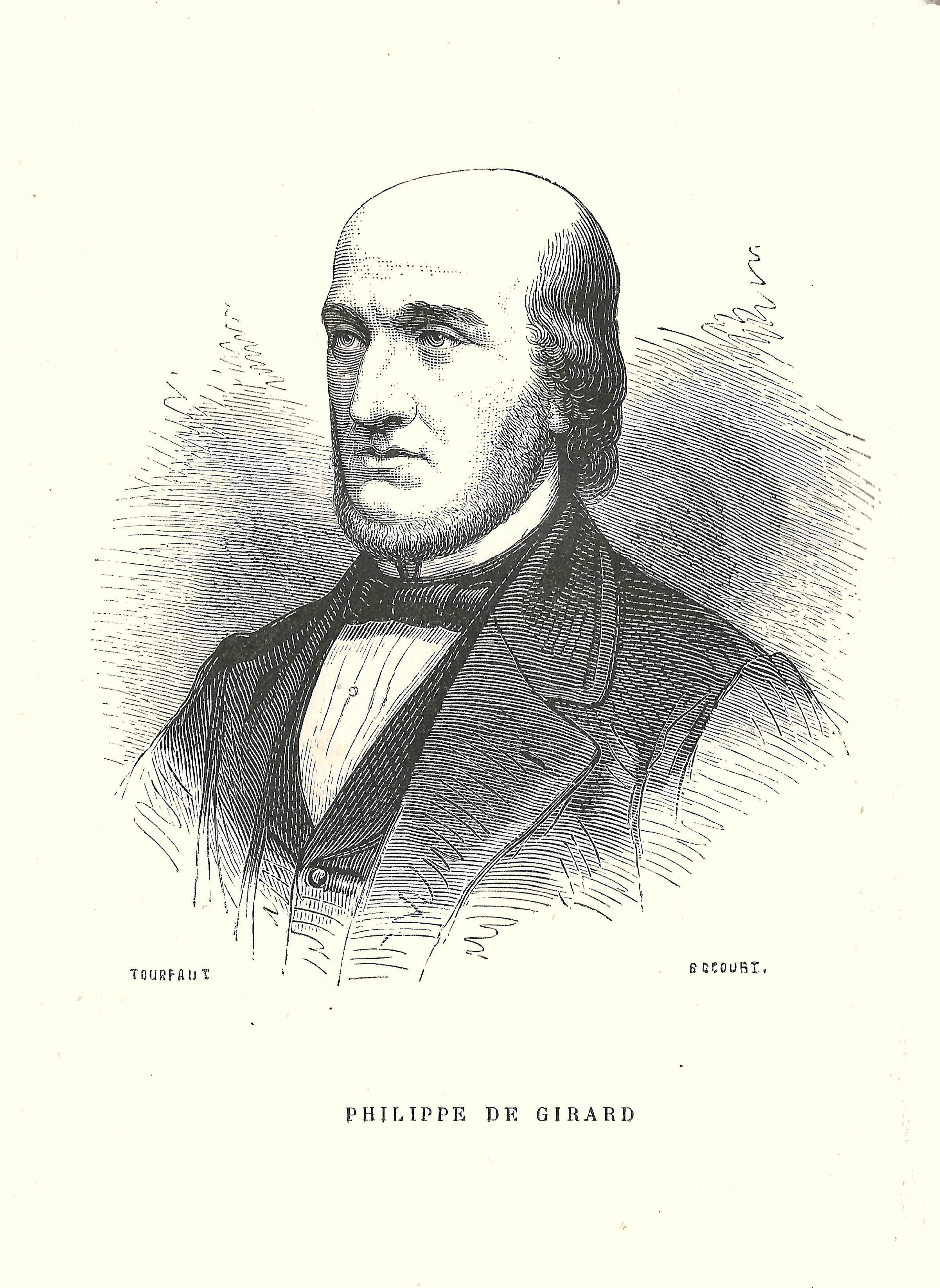
Philippe de Girard - ingénieur

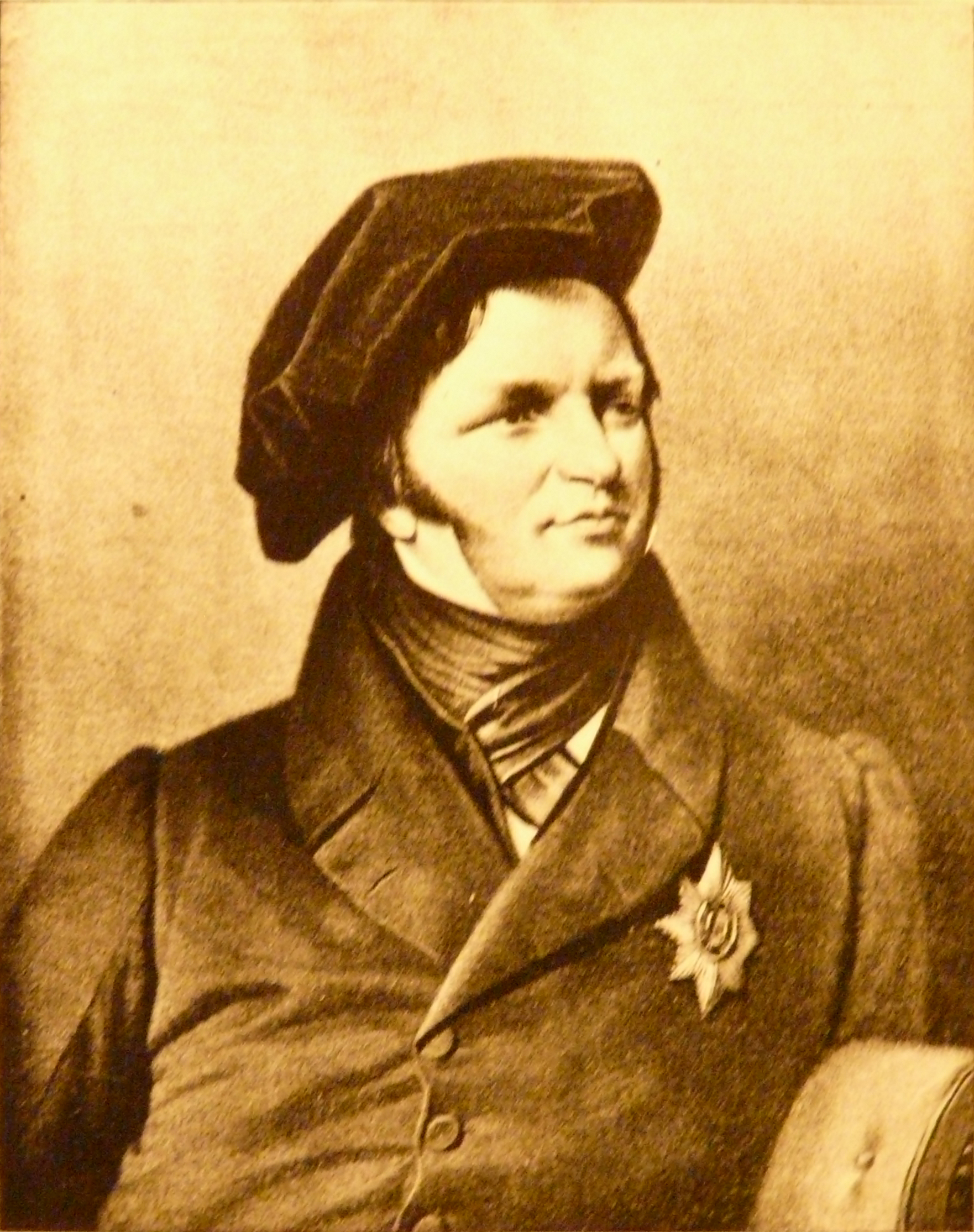
Henryk Łubieński - un des fondateurs de la ville

La ville, construit à l'emplacement du village Ruda Guzowska faisant partie de l'immense domaine de Guzów de la famille Łubieński, est baptisé d'après l'inventeur des machines à filer le lin, Philippe de Girard, ingénieur français né à Lourmarin.
En 1829, les comtes Henryk, Jan et Tomasz Łubieński, fils de Feliks Łubieński,  avec Józef Lubowidzki (le vice-président de la Banque de Pologne,) et Karol Scholtz (conseiller commercial à la Banque de Pologne) décident de transférer ici une filature de lin, située dans le quartier Marymont à Varsovie et dirigée par un ingénieur français Philippe de Girard. Le nouveau complexe industriel appartient à la Société des produits de lin Karol Scholtz et Co. En 1830, les frères créent la maison de commerce Frères Łubieński dont Tomasz est le directeur.
Pour les besoins de la nouvelle usine, on fait venir d'Angleterre des machines. La production industrielle commence le 24 juillet 1833, et c'est cette date qui est retenu comme le début de l'industrie du lin à Żyrardów. C'est ici que l'on utilise l'invention du constructeur français, une fileuse mécanique, qui révolutionne le processus de production du lin en Pologne. 
La frères Łubieński fondent également une sucrerie (1829) et une usine d'acier. 
Żyrardów connait ensuite un grand développement et de l'expansion de ses usines, devenant l'un des centres les plus grands et les plus modernes de l'industrie du lin de l'Europe de l'époque. 
En 1916, l'agglomération obtient son statut de ville.
Marcel Boussac, industriel textile, y détient une usine de 3000 à 4300 ouvriers pendant l’entre-deux guerres.
De 1975 à 1998, la ville appartenait administrativement à la voïvodie de Skierniewice.

## Démographie
Une population juive s’installe dans la ville dès les années 1840. Avant la Seconde Guerre mondiale, elle est d'environ 3 000. L’armée allemande entre dans la ville le 8 septembre 1939 et crée un ghetto où dès 1940, les habitants juifs sont forcés à s’installer. En 1941, les Allemands deportent la totalité de la population juive au camp d'extermination.

## Économie
Usine de montage de téléviseurs de l'entreprise d'électronique chinoise TCL.C’est également le lieu de production de la célèbre marque de Vodka « Belvédère ».

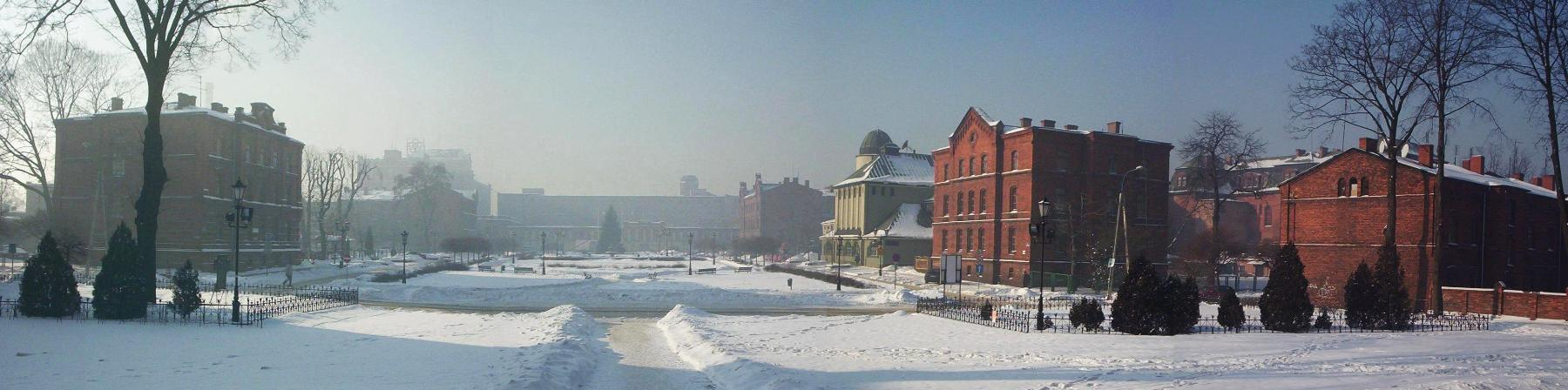
Vue panoramique.

## Monuments
La ville comprend l'église Notre-Dame-de-la-Consolation de Żyrardów construite de 1900 à 1903 dans un style néo-gothique fréquent à l'époque en Pologne.

## Relations internationales

### Jumelages
La ville de Żyrardów est jumelée avec :
- Hajdúszoboszló (Hongrie) (depuis 1994)
- Lourmarin (France) (depuis 2004)
- Le Creusot (France)
- Tangshan (Chine)
- Siero (Espagne)
- Dełczewo (Macédoine) (depuis 2002)